# María León (política)
María de Lourdes León Gibory (Caracas, 22 de mayo de 1937) es una política, abogada y dirigente venezolana militante del Partido Socialista Unido de Venezuela (PSUV). Actualmente es diputada a la Asamblea Nacional de Venezuela. Anteriormente fue miembro de la Asamblea Nacional Constituyente de 2017. Además se desempeñó como ministra del Poder Popular para la Mujer y la Igualdad de Género.

## Biografía
María León nació en la parroquia caraqueña de San Juan el 22 de mayo de 1937. Ingresó en su juventud en las filas del Partido Comunista de Venezuela, en 1958 posteriormente se uniría a las filas de las Fuerzas Armadas de Liberación Nacional (FALN) junto a su hermano Ricardo. Durante seis años, luchó en los frentes guerrilleros dirigidos por el comandante Pablo (Juan Vicente Cabezas) y el comandante Rolando (Lino Martínez).
Fue militante del movimiento comunitario y popular del estado Lara durante 17 años. Luchadora cooperativista, cofundadora de CECONAVE y de la Cooperativa de Servicios Múltiples El Ujano. Dirigente social de los barrios.
Organizadora del movimiento sindical, y del movimiento femenino nacional desde 1958. Sindicalista egresada del Instituto Superior de Cuadros Sindicales Jorge Dimitrov, Sofía en Bulgaria. Especialista en Salud Ocupacional. Egresada de la Escuela Sindical Lázaro Peña de Cuba y de la Escuela Central del Movimiento Sindical Revolucionario de Antónín Zápot.
En abril de 2019 en una de las sesiones de la Asamblea Nacional Constituyente (ANC), donde se debatió el levantamiento de la inmunidad parlamentaria del diputado Juan Guaidó a petición del Tribunal Supremo de Justicia (TSJ), León declaró que quitarle la inmunidad parlamentaria a Guaidó le parecía muy poco y preguntó a los demás constituyentes qué hacer al respecto, a lo que sus colegas respondieron gritando: «¡paredón! ¡paredón!».

## Condecoraciones
En el 2016 en un acto multitudinario en contra de la violencia contra la mujer, el presidente Nicolás Maduro le otorga la orden de los Libertadores en su Primera Clase junto a la activista política Olga Luzardo.